# Rachycentron
Rachycentron is een monotypisch geslacht van straalvinnige vissen uit de familie van cobia's (Rachycentridae). Het geslacht is voor het eerst wetenschappelijk beschreven in 1826 door Johann Jakob Kaup.

## Soort
- Rachycentron canadum Kaup, 1826